# 附帯
| ウィキペディアには「附帯」という見出しの百科事典記事はありません（タイトルに「附帯」を含むページの一覧/「附帯」で始まるページの一覧）。 代わりにウィクショナリーのページ「附帯」が役に立つかもしれません。 |